# Pasiphila bilineolata
Pasiphila bilineolata är en fjärilsart som först beskrevs av Walker 1862a.  Pasiphila bilineolata ingår i släktet Pasiphila och familjen mätare. Inga underarter finns listade i Catalogue of Life.